# Gornje Selo
Gornje Selo, tzv. „Horní vesnice“, je vesnice v Chorvatsku na ostrově Šolta ve Splitu-Dalmácii. S ostatními osadami je spojena silnicí D111. Místní obyvatelé se zabývají především zemědělstvím, rybářstvím nebo námořnictvím. Na pokraji osady se nachází moderní továrna olivového oleje. Zálivy jsou na jižním a východním pobřeží osady.

## Historie
14. listopadu 1991 během Chorvatské války za nezávislost byla tato osada a další osady a města (např. Split) terčem útoku Srbska. Jugoslávské námořnictvo zasáhlo a poškodilo kostel v Gornji Selo.

## Významné osobnosti
- Većeslav Šupuk, chorvatský katolický kněz

## Galerie

Gornje Selo
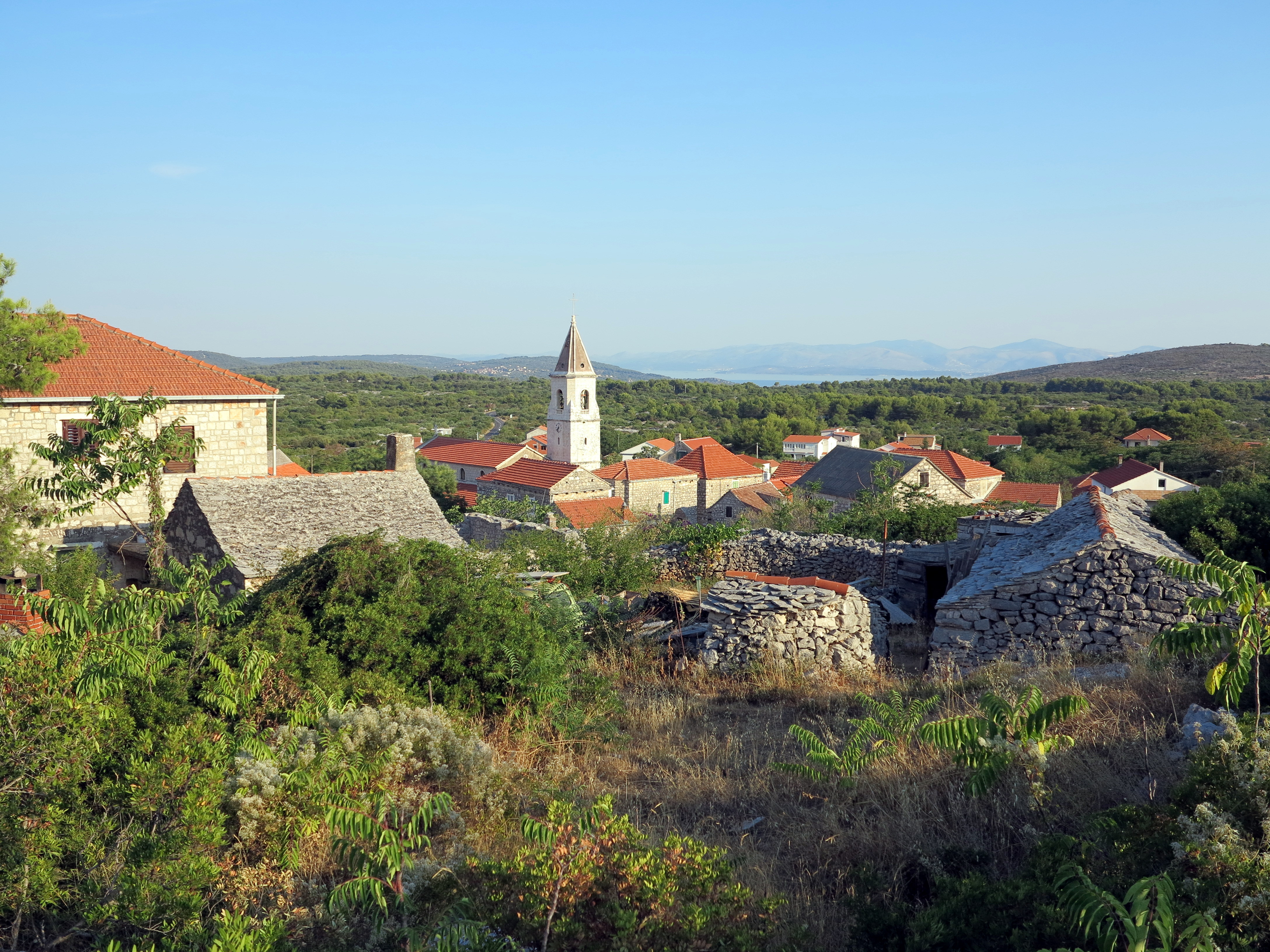
Pohled na severozápad
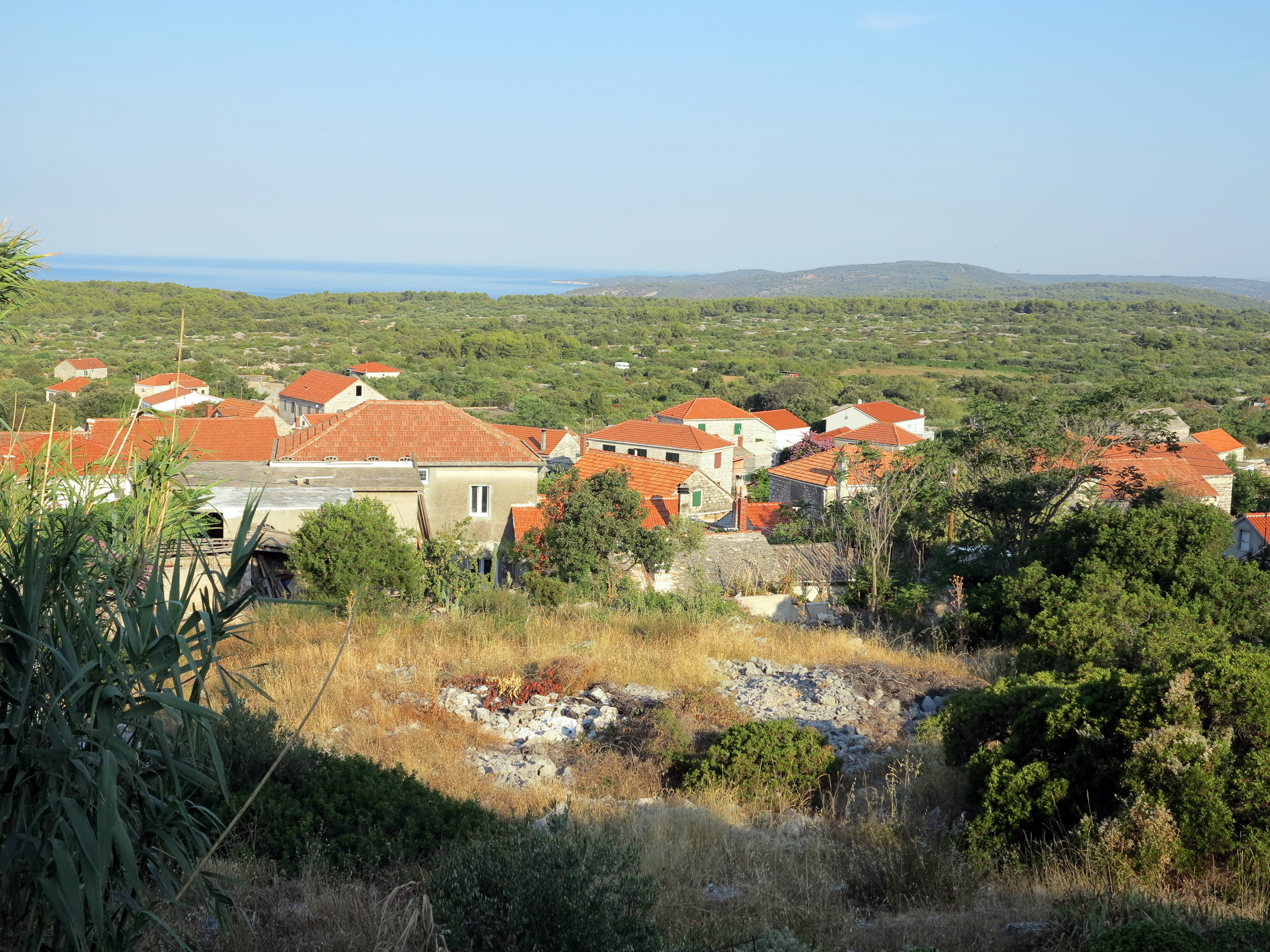
Pohled na jih
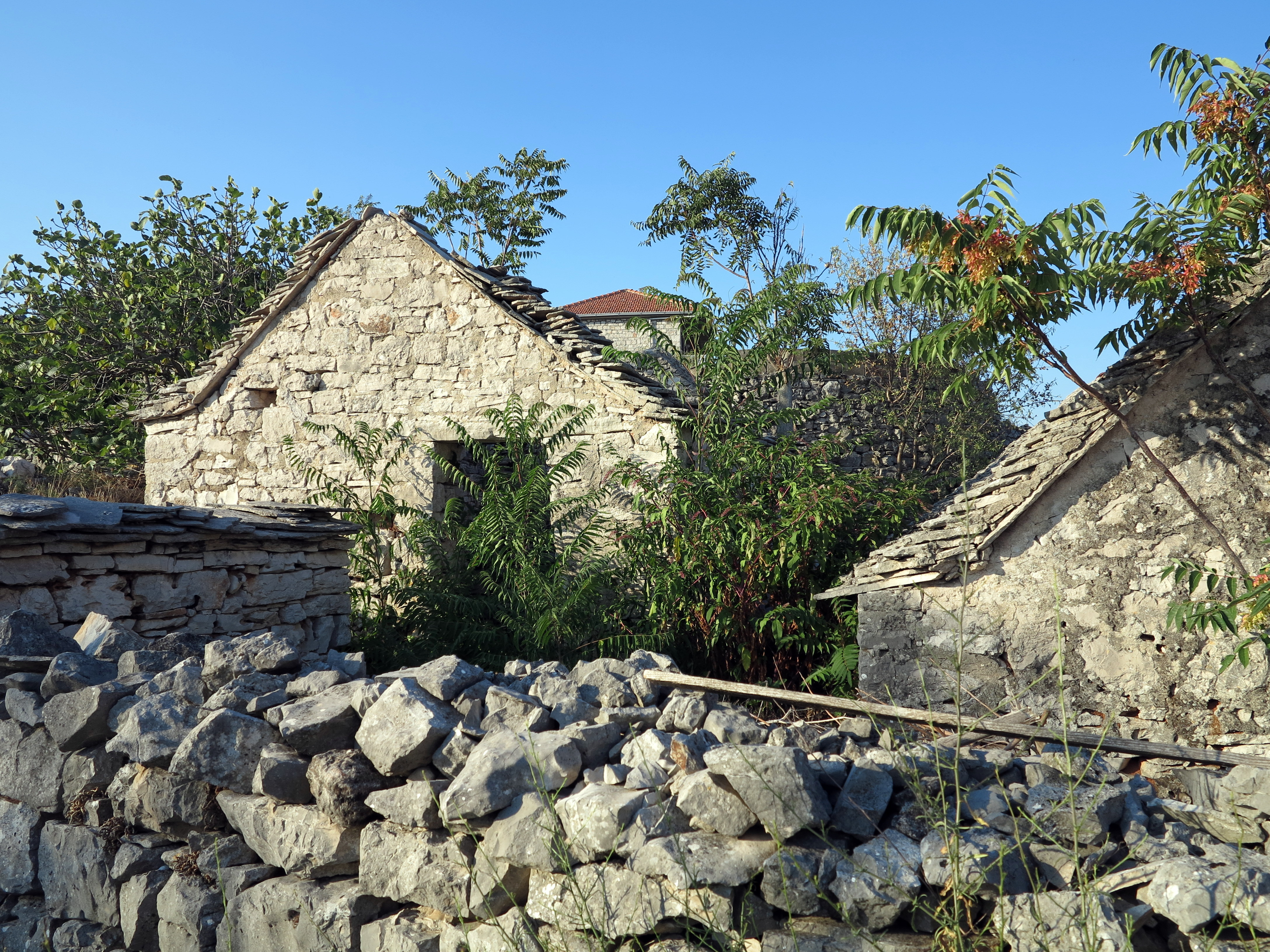
Zchátralé stodoly
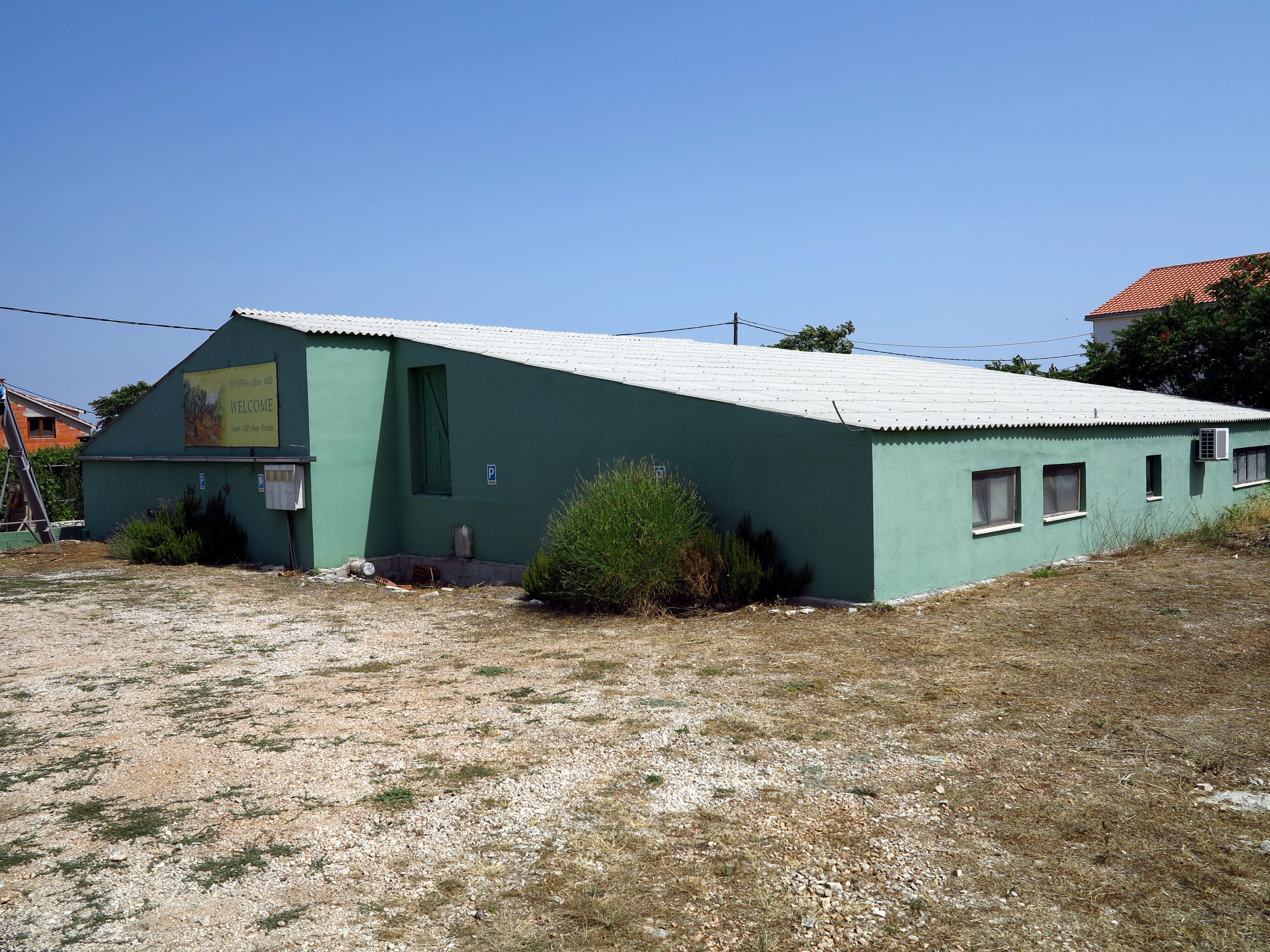
Moderní továrna na olivový olej